# Admiral flota (Russie)
Pour l'admiral flota de la marine soviétique, voir Admiral flota.
Admiral flota ou адмирал флoта en français : « amiral de la flotte » est le grade le plus élevé de la marine de guerre de la fédération de Russie.

## Historique
À la suite de la dislocation de l'Union des républiques socialistes soviétiques (URSS) le grade d’admiral flota sovietskogo Soïouza en français : « amiral de la flotte de l'Union soviétique » disparaît. Conformément à l'article 46 de la loi « O voïnskoï obiazannosti i voïennoï sloujbe » en français : « Sur l'obligation militaire et le service militaire », le grade d’admiral flota devient le second grade le plus élevé des forces armées russes derrière celui de Marchal Rossiïskoï Federatsii (maréchal de la fédération de Russie). Il est l'équivalent du grade de general armii (général d'armée) dans les forces terrestres des Forces armées de la fédération de Russie.

## Liste des amiraux de la flotte (en Russie)

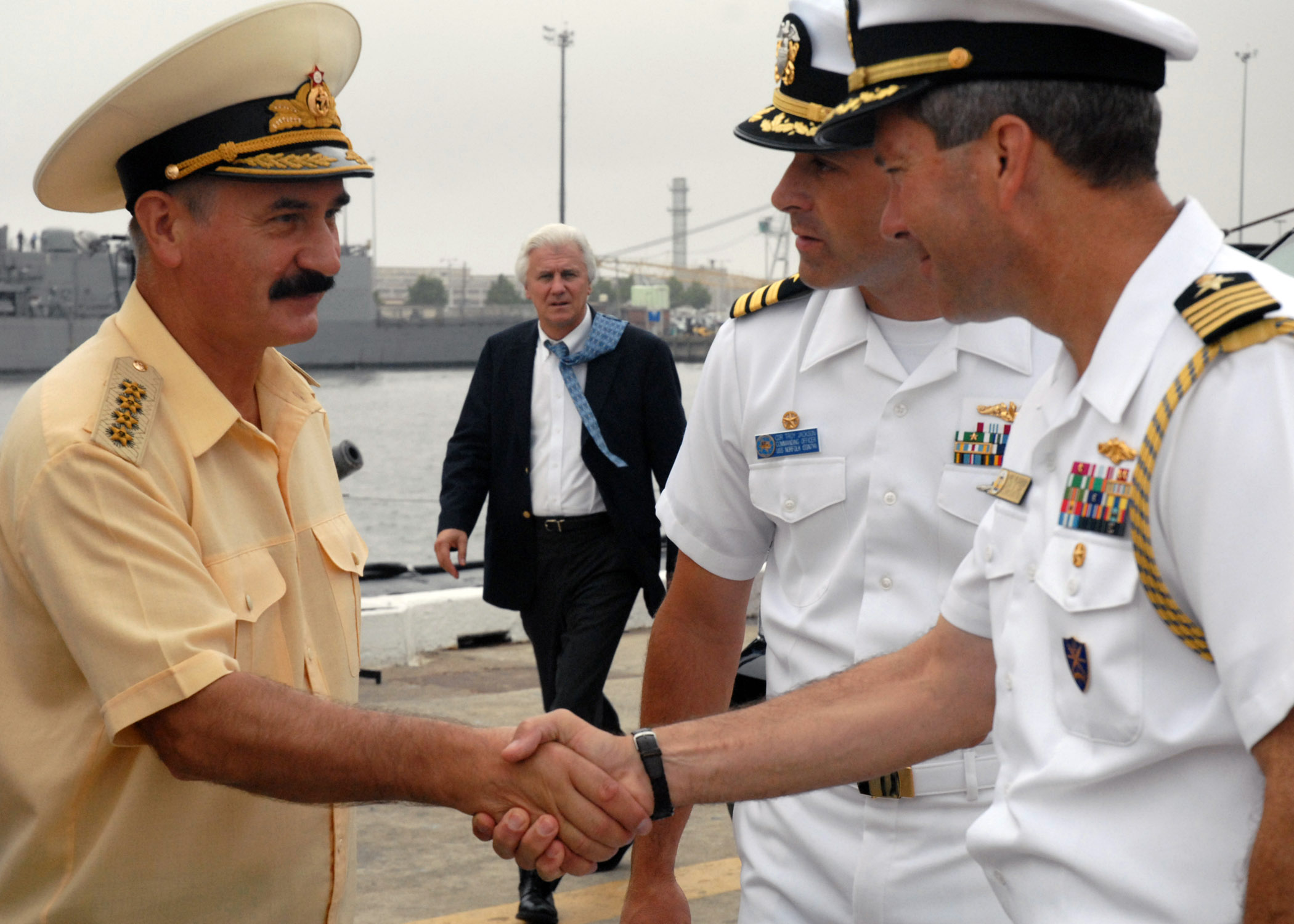
(à gauche) saluant un officier de l'US Navy.

- Feliks N. Gromov (en) (né en 1937), promu en 1996.
- Vladimir I. Kuroïedov (né en 1944), promu en 2000.
- Vladimir V. Masorine (en) (né en 1947), promu en 2006.

## Insignes

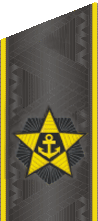
Épaulette (à partir de 2013).
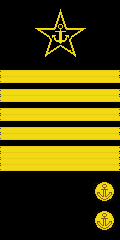
Insigne de manche.